# خرس قهوه‌ای اوسوری
خرس قهوه‌ای اوسوری، خرس قهوه‌ای هوکایدو، خرس قهوه‌ای آمور یا گریزلی سیاه (نام علمی: Ursus arctos lasiotus) نام یک گونه از سرده خرس است.